# Islas Jónicas bajo dominio veneciano
Las islas Jónicas venecianas fueron una posesión marítima y de ultramar de la República de Venecia desde mediados del siglo XIV hasta el siglo XVIII. La conquista de las islas tuvo lugar progresivamente. Las primeras en ser capturadas fueron Citera y la vecina Anticitera, en 1363. Veintitrés años después, Corfú voluntariamente se convirtió en parte de las colonias de Venecia. Un siglo más tarde, Venecia capturó Zante en 1485, Cefalonia en 1500 e Ítaca en 1503. La conquista fue completada en 1718 con la captura de Léucade. Cada una de las islas siguió siendo parte del Stato da Mar veneciano hasta que Napoleón Bonaparte disolvió la República de Venecia en 1797. Las islas Jónicas están situadas en el mar Jónico en la costa occidental de Grecia. Citera, la más meridional, se encuentra en el extremo sur del Peloponeso y de Corfú, la más septentrional, está ubicada a la entrada del mar Adriático. 
En griego moderno, el período del dominio veneciano sobre el territorio griego es conocido como Venetokratia o Enetokratia (griego moderno: Βενετοκρατία o Ενετοκρατία) y literalmente significa «dominio de los venecianos». Se cree que el período veneciano en las Islas Jónicas fue agradable, en especial, comparado con el coincidente dominio turco sobre otras partes de la actual Grecia.
El gobernador de las islas Jónicas durante el período veneciano fue el Provveditore generale da Mar, quien residía en Corfú. Además, las autoridades de cada isla eran divididas entre venecianos y locales. La economía de las islas estaba basada en la exportación de bienes locales, principalmente, pasas, aceite de oliva y vino; mientras que la lira veneciana, la moneda de Venecia, era también la moneda de las islas. Algunas de las características de la cultura de Venecia fueron incorporadas a la cultura de las islas Jónicas. Por ejemplo, el idioma italiano, que fue introducido en las islas como la lengua oficial y fue adoptada por la clase alta, todavía es popular en la actualidad.

## Relaciones entre Venecia y Bizancio
Tras la caída del Imperio romano de Occidente, del que Venecia formaba parte, Justiniano I reconquistó Venecia y la incorporó al Exarcado de Rávena en el Imperio romano de Oriente. El centro político del exarcado y los oficiales militares más antiguos del Imperio estaban ubicados en Rávena. Los oficiales militares subordinados, que eran sus representantes en las lagunas de Venecia fueron llamados tribunos y solo alrededor de 697 las lagunas tuvieron un mando militar separado bajo un dux (dogo). Evidencias de la condición de vasallaje, tales como honores y órdenes recibidas por el dogo del Emperador bizantino implica que Venecia era considerada parte del Imperio bizantino incluso después de la captura de Rávena por los lombardos. A pesar de la firma de la Pax Nicephori en 803, que reconocía a Venecia como territorio bizantino, la influencia del Emperador romano de Oriente se diluyó lentamente. Para 814, Venecia funcionaba como una república totalmente independiente. Aun así, Venecia se convirtió en socia del Imperio y los emperadores les concedieron privilegios comerciales por medio de tratados, como el Tratado bizantino-veneciano de 1082.

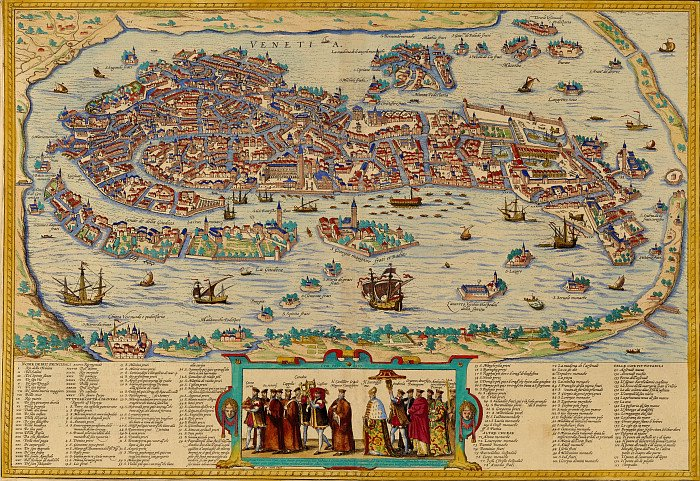
Vista de Venecia en 1565.

La Cuarta Cruzada (1202-1204) tenía como intención inicial invadir las zonas controladas por los musulmanes; en su lugar, los cruzados atacaron la capital del Imperio bizantino, Constantinopla, lo que llevó a una disolución temporal del imperio y el saqueo de su capital. Como Venecia era uno de los participantes en la Cruzada, sus relaciones con el Imperio bizantino fueron tensas durante este período. Además, al llamarse a sí mismo «Señor de un cuarto y un octavo de todo el Imperio de Romania» después de la Cruzada, el dogo de Venecia en esa época, Enrico Dandolo, contribuyó al deterioro de las relaciones entre los dos Estados. Esfuerzos para mejoras las relaciones, por ejemplo a través del Tratado niceo-veneciano de 1219, fueron infructuosos. Un período de relaciones amistosas solo llegó después de las Vísperas sicilianas en 1282, cuando Venecia previó la caída de Carlos de Anjou, rey de Sicilia, empezó a formar relaciones más estrechas con Bizancio. Venecia había estado obligada por una alianza de 1281 con Carlos a actuar contra Bizancio.

## Apelación
Las islas fueron llamadas, tanto individual como colectivamente, por varios nombres. Después de que Venecia hubiera recapturado Cefalonia el 24 de diciembre de 1500, la administración de la defensa de todas las islas fue delegada a un oficial establecido en Corfú. Este oficial era denominado «el Provveditore general de las Tres Islas» (Provveditore Generale delle Tre Isole). Las «Tres Islas» hacían referencia a Corfú, Zante y Cefalonia. El equivalente veneciano para «islas Jónicas» era Ixołe Jonie, que en italiano era Isole Ionie, Ιόνια Νησιά en griego moderno y Ἰόνιοι Νῆσοι en katharévousa.
Las siete islas principales, de norte a sur, incluyendo sus nombres griego e italiano en paréntesis son las siguientes:
- Corfú (Kerkyra; Corfù)[15]
- Paxoí (Paxi; Passo)[16]
- Léucade (Leucas; Santa Maura)[15]
- Cefalonia (Kefal(l)onia o Kefal(l)inia; Cefalonia)[15]
- Ítaca (Ithaki o Thiaki; Val di Compare o Piccola Cefalonia)[17]
- Zante (Zakynthos; Zante o Zacinto)[15]
- Citera (Kythira; Cerigo)[18]

Citera y Léucade eran llamadas también Çuha Adası o Çuka Adası y Ayamavra, respectivamente, por los otomanos.